# Upeneus sundaicus
Upeneus sundaicus (Bleeker, 1855) è un pesce d'acqua salata e salmastra tropicale appartenente alla famiglia Mullidae proveniente dall'Indo-Pacifico.

## Descrizione
Usualmente di circa 15 cm, questo pesce può arrivare a 20 cm di lunghezza.

## Distribuzione e habitat
È una specie demersale tipica delle acque costiere, che difficilmente si spinge oltre i 60 m di profondità. È stata trovata lungo le coste di Australia, India, Indonesia, Giappone e Sri Lanka.

## Alimentazione
È carnivoro.